# Европско првенство у атлетици на отвореном 1934 — 50 километара ходање за мушкарце
Такмичење у брзом ходању на 50 километара у мушкој конкуренцији на 1. Европском првенству у атлетици 1934. у Торину одржано је 8. септембра.

## Земље учеснице
Учествовало је 8 такмичара из 6 земаља.
1. Италија (2)
2. Летонија (1)
3. Немачка (2)
4. Финска (1)
5. Француска (1)
6. Швајцарска (1)

## Рекорди
| Рекорди пре почетка Европског првенства 1934. | Рекорди пре почетка Европског првенства 1934. | Рекорди пре почетка Европског првенства 1934. | Рекорди пре почетка Европског првенства 1934. | Рекорди пре почетка Европског првенства 1934. |                                              |
| --------------------------------------------- | --------------------------------------------- | --------------------------------------------- | --------------------------------------------- | --------------------------------------------- | -------------------------------------------- |
| Светски рекорд                                | Романо Векјети Италија                        | 4.30:22                                       | Рим, Италија                                  | 16. септембар 1928.                           |                                              |
| Европски рекорд                               | Романо Векјети Италија                        | 4.30:22                                       | Рим, Италија                                  | 16. септембар 1928.                           |                                              |
| Рекорди Европских првенстава                  | Ово је прво Европско првенство на отвореном.  | Ово је прво Европско првенство на отвореном.  | Ово је прво Европско првенство на отвореном.  | Ово је прво Европско првенство на отвореном.  | Ово је прво Европско првенство на отвореном. |
| Рекорди после Европског првенства 1934.       |                                               |                                               |                                               |                                               |                                              |
| Рекорди Европских првенстава                  | Јанис Далниш, Летонија                        | 4,49:52,6                                     | Торино, Италија                               | 8. септембар 1934.                            |                                              |

## Освајачи медаља
|                       |                           |                       |
| Јанис Далинш Летонија | Артур Тел Шваб Швајцарска | Еторе Риволта Италија |

## Резултати

### Финале
| Пласман | Такмичарка           | Земља      | Резултат  | Белешке |
| ------- | -------------------- | ---------- | --------- | ------- |
|         | Јанис Далинш         | Летонија   | 4:49:52,6 | РЕП     |
|         | Артур Тел Шваб       | Швајцарска | 4:53:08,6 |         |
|         | Еторе Риволта        | Италија    | 4:54:05,4 |         |
| 4       | Марио Брињоли        | Италија    | 5:01:52,8 |         |
| 5       | Етјен Лене           | Француска  | 5:08:40.6 |         |
| 6       | Хјалмер Руотсалајнен | Финска     | 5:40:12,8 |         |
| -       | Фриц Блајвајс        | Немачка    | НЗ        |         |
| -       | Вилијам Шмит         | Немачка    | НЗ        |         |

## Рференце
1. ↑  
European Athletics Championships Zürich 2014 - STATISTICS HANDBOOK (PDF), ЕАА, стр. 362, Приступљено 6. 4. 2015